# Armando Manni
Armando Manni ist ein italienischer Filmregisseur und Drehbuchautor.
Manni erlangte einen wirtschaftswissenschaftlichen Abschluss mit dem Schwerpunkt „internationales Finanzwesen“, widmete sich dann der Fotografie und debütierte beim Film mit der Geschichte zweier junger Osteuropäer, die in Italien das gelobte Land sehen und mit der Realität zu kämpfen haben. Elvjs e Merilijn wurde vielfach ausgezeichnet.
Manni produziert mit seiner Firma Olivenöl in Seggiato.

## Filmografie
- 1998: Elvjs e Merilijn